# Effondrement de la superpuissance
 (avril 2023).
La mise en forme du texte ne suit pas les recommandations de Wikipédia : il faut le « wikifier ».
Les points d'amélioration suivants sont les cas les plus fréquents. Le détail des points à revoir est peut-être précisé sur la page de discussion.
- Les titres sont pré-formatés par le logiciel. Ils ne sont ni en capitales, ni en gras.
- Le texte ne doit pas être écrit en capitales (les noms de famille non plus), ni en gras, ni en italique, ni en « petit »…
- Le gras n'est utilisé que pour surligner le titre de l'article dans l'introduction, une seule fois.
- L'italique est rarement utilisé : mots en langue étrangère, titres d'œuvres, noms de bateaux, etc.
- Les citations ne sont pas en italique mais en corps de texte normal. Elles sont entourées par des guillemets français : « et ».
- Les listes à puces sont à éviter, des paragraphes rédigés étant largement préférés. Les tableaux sont à réserver à la présentation de données structurées (résultats, etc.).
- Les appels de note de bas de page (petits chiffres en exposant, introduits par l'outil «  Source ») sont à placer entre la fin de phrase et le point final[comme ça].
- Les liens internes (vers d'autres articles de Wikipédia) sont à choisir avec parcimonie. Créez des liens vers des articles approfondissant le sujet. Les termes génériques sans rapport avec le sujet sont à éviter, ainsi que les répétitions de liens vers un même terme.
- Les liens externes sont à placer uniquement dans une section « Liens externes », à la fin de l'article. Ces liens sont à choisir avec parcimonie suivant les règles définies. Si un lien sert de source à l'article, son insertion dans le texte est à faire par les notes de bas de page.
- La présentation des références doit suivre les conventions bibliographiques. Il est recommandé d'utiliser les modèles {{Ouvrage}}, {{Chapitre}}, {{Article}}, {{Lien web}} et/ou {{Bibliographie}}. Le mode d'édition visuel peut mettre en forme automatiquement les références.
- Insérer une infobox (cadre d'informations à droite) n'est pas obligatoire pour parachever la mise en page.

Pour une aide détaillée, merci de consulter Aide:Wikification.
Si vous pensez que ces points ont été résolus, vous pouvez retirer ce bandeau et améliorer la mise en forme d'un autre article.
L'effondrement d'une superpuissance est l'effondrement sociétal d'un État-nation superpuissant. Le terme est le plus souvent utilisé pour décrire la dissolution de l'Union soviétique, mais peut également s'appliquer à la perte du statut de superpuissance du Royaume-Uni à la suite du déclin de l'Empire britannique. Cependant, la Russie, successeur de l'Union soviétique, et le Royaume-Uni sont toujours considérés aujourd'hui comme de grandes puissances avec des sièges permanents au Conseil de sécurité des Nations unies. Le Royaume-Uni continue de détenir un soft power influent et une puissance militaire étendue. La Russie détient quant à elle le plus grand arsenal d'armes nucléaires au monde.

## Union soviétique
De grands changements se sont produits en Union soviétique et dans le bloc de l'Est au cours des années 1980 et au début des années 1990, avec les politiques de la perestroïka et la glasnost, la chute du mur de Berlin en novembre 1989 et enfin la dissolution de l'Union soviétique en décembre 1991. Dès 1970, Andreï Amalrik avait fait des prédictions d'un effondrement soviétique, et Emmanuel Todd a fait une prédiction similaire en 1976.

## États-Unis
Pendant la guerre froide, les États-Unis ont mené de nombreuses guerres par procuration contre des États marxistes-léninistes et socialistes soutenus par les Soviétiques, mais après la dissolution de l'Union soviétique, les États-Unis se sont retrouvés comme la seule superpuissance mondiale et ont même été considérés par certains théoriciens politiques comme la seule hyperpuissance du monde,,. Les théoriciens politiques de la philosophie néoréaliste (connus sous le nom de néoconservateurs) autoproclamés, comme la Blue Team, considèrent de plus en plus la Chine comme une menace militaire,, mais il existe des liens économiques relativement forts entre les deux puissances. Les membres de la Blue Team sont favorables à l'endiguement, à la confrontation avec la Chine et au fort soutien américain à Taïwan.
Dans Après l'empire (2001), le sociologue français Emmanuel Todd prédit le déclin et la chute éventuels des États-Unis en tant que superpuissance. « Après avoir été perçus pendant des années comme un résolveur de problèmes, les États-Unis eux-mêmes sont maintenant devenus un problème pour le reste du monde ».
Récemment[Quand ?], en raison de la polarisation politique asymétrique au sein des États-Unis, ainsi que des échecs de la politique étrangère américaine perçus à l'échelle mondiale et de l'influence croissante de la Chine dans le monde, les États-Unis connaissent peut-être déjà une détérioration de leur soft power dans le monde,.

## Royaume-Uni
L'Empire britannique fut l'empire le plus vaste de l'histoire de l'humanité. Ce fut la première puissance mondiale à la fin des 18e et 19e siècles et atteint son étendue maximale au 20e siècle. Pendant ce temps, le Royaume-Uni a acquis la propriété de l'État-nation et la domination directe sur de vastes régions du monde. La puissance mondiale de la Grande-Bretagne est née de la révolution industrielle et de sa géographie en tant que grande puissance maritime au large des côtes de l'Europe occidentale. Les influences politiques, économiques, sociales et culturelles britanniques ont façonné et créé des changements significatifs à l'échelle mondiale.
Cependant, alors que d'autres nations s'industrialisaient et que des changements sociaux et politiques se produisaient dans l'Empire, l'idée de colonisation et d'impérialisme tomba en disgrâce. De plus, les conséquences de deux guerres mondiales au XXe siècle dans un laps de temps relativement court ont accéléré le déclin de l'Empire. Le mouvement pour l'autodétermination des colonies britanniques a commencé à la fin du 19e siècle et était bien engagé dans les années 1920, comme en témoignent par exemple l'émergence du Congrès national indien en 1885 et la déclaration Balfour de 1926. L'autodétermination et les mouvements pour l'indépendance ont représenté des changements importants dans l'idéologie politique et sociale. Cela a abouti à une vague rapide de décolonisation dans les décennies qui ont suivi la Seconde Guerre mondiale. Il a également été soutenu que la Seconde Guerre mondiale a vu l'émergence de nouvelles puissances, telles que les États-Unis et l'Union soviétique, qui étaient hostiles à l'impérialisme traditionnel et ont donc accéléré son déclin.
La crise de Suez de 1956 est considérée par certains analystes comme le début de la fin de la superpuissance britannique,,, mais d'autres considèrent la Première Guerre mondiale, la Dépression de 1920-21, la Partition de l'Irlande, le retour de la livre sterling à l'étalon-or à sa parité d'avant-guerre en 1925, les pertes financières de la Seconde Guerre mondiale, la fin du prêt-bail des États-Unis en 1945, l'âge d'austérité d'après-guerre, l'hiver 1946-1947, le début de la décolonisation et l'indépendance de l'Inde britannique comme d'autres points clés du déclin du Royaume-Uni et de la perte de son statut de superpuissance.
La crise de Suez est considérée comme un désastre politique et diplomatique pour le Royaume-Uni, car elle a conduit à une condamnation internationale à grande échelle, y compris des pressions importantes de la part des États-Unis et de l'Union soviétique. Cela a forcé les Britanniques et les Français à se retirer et a cimenté la politique de guerre froide de plus en plus bipolaire entre l'Union soviétique et les États-Unis. Dans les années 1960, le mouvement de décolonisation a atteint son apogée, les possessions impériales restantes accédant à l'indépendance, accélérant la transition de l'Empire britannique au Commonwealth des Nations. Le Royaume-Uni a connu plus tard une désindustrialisation tout au long des années 1970, associée à une inflation élevée et à des troubles industriels qui ont mis à mal le consensus d'après-guerre. Cela a conduit certains à désigner le Royaume-Uni comme l'Homme malade de l'Europe. En 1976, le Royaume-Uni a demandé l'aide du Fonds monétaire international qu'il avait aidé à créer, recevant un financement de 3,9 milliards de dollars, le prêt le plus important jamais demandé jusque-là,. Beaucoup y voient le symbole du déclin d'après-guerre de la Grande-Bretagne. Il est important de noter cependant que d'autres nations ont également connu une inflation paralysante dans les années 1970, comme les États-Unis, à travers l'effondrement du système de Bretton Woods en 1971-1973.
Le Royaume-Uni conserve aujourd'hui un soft power global étendu, et une armée puissante. Le Royaume-Uni a un siège permanent au Conseil de sécurité de l'ONU aux côtés de seulement 4 autres puissances et est l'une des neuf puissances nucléaires. Sa capitale, Londres, est considérée comme l'une des villes les plus importantes au monde, se classant première dans le Global Power City Index de la Fondation Mori. Cependant, il a été supposé que les récentes difficultés économiques exacerbées par le Brexit pourraient éroder le pouvoir du Royaume-Uni. Néanmoins, en 2022, le Royaume-Uni était classé 2e mondial en termes de soft power, devant tous les pays européens.